# Skogs kyrka, Ångermanland
Skogs kyrka är en medeltida kyrka i Skog i Kramfors kommun. Den tillhör Nora-Skogs församling i Härnösands stift.

## Kyrkobyggnaden
Kyrkan har en stomme av sten och består av ett rektangulärt långhus med rakt kor i öster. Huvudingången ligger på södra långsidan, och en sakristia av trä i norr. Byggnaden har en slätputsad vit fasad och täcks ett brant sadeltak klätt med spån. Utanför kyrkan står en klockstapel, uppförd åren 1769–1771.

## Inventarier
- En gotländsk dopfunt är från 1200-talet.
- Ett triumfkrucifix är från senmedeltiden.
- Altaruppsats i rokokostil är snidad av Jon Göransson Westman 1783, samt målad och förgylld av Jonas Wagenius 1786.
- Predikstolen, som tillkom 1756, är utförd av bildhuggaren Christian Kram i Gudmundrå socken.